# 新疆绒果芹
新疆绒果芹（学名：Eriocycla pelliotii）为伞形科绒果芹属的植物，为中国的特有植物。分布于中国大陆的新疆等地，生长于海拔2,000米至3,100米的地区，一般生于河谷、石灰质山坡或沟谷阶地上，目前尚未由人工引种栽培。